# Paolo Liverani
Paolo Liverani (* 27. Januar 1959 in Rom) ist ein italienischer Klassischer Archäologe.

## Leben und Wirken
Paolo Liverani studierte an der Universität Rom, wo er 1982 die Laurea erlangte und 1991 promoviert wurde. Von 1986 bis 2005 war er Leiter der Antikenabteilung der Vatikanischen Museen, daneben lehrte er von 1991 bis 2005 als Lehrbeauftragter für Museographie und Restaurierung an der Päpstlichen Universität Gregoriana in Rom. Seit 2005 lehrt er als Professor für Topographie des antiken Italiens an der Universität Florenz.
Er ist korrespondierendes Mitglied des Deutschen Archäologischen Instituts (1990), des Archaeological Institute of America (2019), der Accademia Nazionale dei Lincei (2022) sowie des Istituto Nazionale di Studi Etruschi ed Italici (2010) und auswärtiges korrespondierendes Mitglied der Société nationale des antiquaires de France (1996). Er ist ordentliches Mitglied der Pontificia Accademia Romana di Archeologia (1997), deren Sekretär er von 1993 bis 2021 war, und der Academia Europaea (2014). Er ist honorary fellow der British School at Rome (2016). 
Seine Forschungsschwerpunkte sind die Topographie der antiken Stadt Rom, die Polychromie der römischen Skulptur, römische offizielle Denkmäler, die Spätantike, die Geschichte der Archäologie sowie die Theorie der Kultur und Kunst. 

## Schriften (Auswahl)
- Municipium Augustum Veiens. Veio in età imperiale attraverso gli scavi Giorgi (1811–13). L’Erma di Bretschneider, Rom 1987, ISBN 88-7062-611-3 (Laurea).
- La topografia antica del Vaticano. Monumenti, Musei e Gallerie Pontificie, Città del Vaticano 1999 (Dissertation).
- mit Giandomenico Spinola: La necropoli vaticana lungo la via Trionfale. De Luca, Rom 2006, ISBN 978-88-8016-752-5.
- mit Francesco Buranelli, Arnold Nesselrath (Hrsg.): Laocoonte. Alle origini dei Musei Vaticani, quinto centenario dei Musei Vaticani 1506–2006. L’Erma di Bretschneider, Roma 2006, ISBN 88-8265-409-5.
- mit Giandomenico Spinola: Le necropoli vaticane: la città dei morti di Roma. Libreria Editrice Vaticana, Città del Vaticano 2010, ISBN 978-88-1660-434-6.
  - deutsch: Die Nekropolen im Vatikan. Belser, Stuttgart 2010, ISBN 978-3-7630-2575-6.
- mit Ulderico Santamaria (Hrsg.): Diversamente bianco. La policromia della scultura romana. Qasar, Rom 2014, ISBN 978-88-7140-557-5.
- mit Lex Bosman, Ian P. Haynes (Hrsg.): The Basilica of Saint John Lateran to 1600. Cambridge University Press, Cambridge 2020, ISBN 978-1-108-83976-1.